# Älvdalen
Älvdalen (en elfdaliano, Övdaln o Tjyörtjbynn) es una localidad sueca (tätort), sede del municipio homónimo, en la provincia de Dalarna y la provincia histórica de Dalecarlia. Tenía una población de 1871 habitantes en 2023, en un área de 3,39 km². Se encuentra localizada a orillas del río Österdal, unos 40 km al noroeste de Mora.
Es conocida por su idioma llamado elfdaliano, que conserva algunas características del nórdico antiguo que no se conservan en la mayoría de las lenguas nórdicas.

## Demografía
| 1771                                                | 1675 | 1691 | 1697 | 1868 | 2032 | 1980 | 1858 | 1812 | 1810 | 1863 |
| (Fuente: Oficina Central de Estadísticas de Suecia) |      |      |      |      |      |      |      |      |      |      |